# Galerie Iris Wazzau
Die Galerie Iris Wazzau in Davos-Platz ist eine private Kunstgalerie und Kunsthandlung im Kanton Graubünden in der Schweiz. Der Fokus liegt auf Werken des Expressionismus und der Modernen Kunst.

## Geschichte
Ann Haas und Iris Wazzau gründeten 1972 in Davos-Dorf eine Kunstgalerie. 1975 wurde Iris Wazzau alleinige Inhaberin. Zeitgleich erfolgte der Umzug der Galerie an die Promenade 72 in Davos-Platz.

## Programm
Das Galerie-Programm war und ist der Deutsche Expressionismus, die Moderne Kunst und Abstrakter Expressionismus. Das Programm ergab sich durch die Tatsache, dass der bedeutende deutsche Expressionist Ernst Ludwig Kirchner die letzten 20 Jahre seines Lebens in Davos verbrachte.
Der weniger bekannte deutsche Expressionist Philipp Bauknecht liess sich ebenfalls 1910, schwer lungenkrank, in Davos nieder. Sein gesamtes Werk entstand im Hochtal von Davos.
Die Galerie nahm viele Jahre an der Art Basel, der Art Cologne und der Art Chicago teil.
Seit Jahren ist Iris Wazzau auch im Internationalen Kunsthandel tätig. Sie ist Mitglied im Kunsthandelsverband der Schweiz und der CINOA.

## Ausstellungen und vertretene Künstler
Der Fokus der Galerie liegt auf Werken des Expressionismus und der Modernen Kunst. Schwerpunktmässig vertreten sind: Philipp Bauknecht, Josef Ebnöther, Sam Francis, Gottfried Honegger, Paul Jenkins, Robert Käppeli, Ernst Ludwig Kirchner, Carl Walter Liner, Heinz Mack, Emil Nolde, Serge Poliakoff, Niki de Saint-Phalle, Mark Tobey und Varlin sowie die Schweizer Expressionisten Albert Müller und Hermann Scherer. Diese werden immer wieder in Einzel- und Gruppenausstellungen gezeigt. Kataloge dokumentieren die jeweiligen Ausstellungen.

## Publikationen
Die Galerie hat bis Oktober 2018 57 Kataloge zu ihren Ausstellungen veröffentlicht. Die Galerie ist Herausgeberin vom Werkverzeichnis von Philipp Bauknecht, das 2016 im Swiridoff Verlag erschienen ist.